# Ilex petiolaris
Ilex petiolaris är en järneksväxtart som beskrevs av George Bentham. Ilex petiolaris ingår i släktet järnekar, och familjen järneksväxter. Inga underarter finns listade i Catalogue of Life.